# Головная боль из-за холодовых стимулов
Головная боль из-за холодовых стимулов (также известна как головная боль из-за мороженого или в просторечии «заморозка мозга») — непродолжительная головная боль, возникающая у некоторых людей из-за воздействия низких температур. По некоторым данным, этот тип головной боли испытывали примерно треть случайно выбранной группы населения.

## Описание
Такая боль может возникнуть, например, из-за морозной погоды или быстрого употребления в пищу холодных напитков и продуктов (напр. мороженое, фруктовый лёд). Проходит боль, как правило, вместе с устранением раздражителя в течение получаса. Чаще всего возникает в центре лба.

## Причины
Причины данного эффекта до конца не установлены. Считается, что боль вызвана сужением или расширением кровеносных сосудов, так как организм посылает в мозг тёплую кровь в качестве ответной реакции на холод. При этом боль в основном вызывает раздражение задней части нёба. Также, по одной из версий, это может быть примером «отражённой боли», когда раздражение в одной части тела может вызвать боль где-то в другом месте. Было также установлено, что у людей, когда-либо страдавших мигренями, шанс испытать подобную головную боль в два раза больше.